# جامع كتشاوة
جامع كتشاوة من أشهر المساجد التاريخية بالعاصمة الجزائرية. بناه حسن باشا في العهد العثماني عام 1612م وجرى توسيعه عام 1794م، مما جعله أحد أكبر المساجد في الجزائر، ثم حوله الدوق دو روفيغو إلى كنيسة في عهد الاحتلال الفرنسي، تحت إمرة قائد الحملة الفرنسية على الجزائر «دي بولينياك» ـ بإخراج جميع المصاحف الموجودة فيه إلى ساحة الماعز المجاورة التي صارت تحمل فيما بعد اسم ساحة الشهداء، وأحرقها عن آخرها، فكان منظرا أشبه بمنظر إحراق هولاكو للكتب في بغداد عندما اجتاحها. وقد قام الجنرال روفيغو بعد ذلك بتحويل الجامع إلى إسطبل، بعد أن قتل فيه من المصلين مايفوق أربعة آلاف مسلم كانوا قد اعتصموا فيه احتجاجا على قراره تحويله إلى كنيسة، وكان يقول:«يلزمني أجمل مسجد في المدينة لنجعل منه معبد إله المسيحيين» [ ثـم هدم المسجد بتاريخ 18/12/1832 م.

## بعد الاستقلال، استرجاعه وتحويله إلى مسجد
- جامع كتشاوة يمثل تحفة معمارية تركية فريدة من نوعها. سمي بـ كتشاوة نسبة إلى السوق التي كانت تقام في الساحة المجاورة، وكان الأتراك يطلقون عليها اسم: سوق الماعز، حيث أن كلمة كتشاوة بالتركية تعني: عنزة keçi / كيت: ساحة ـ وشاوا: عنزة.
- يتواجد هذا الجامع بالقرب من مدينة القصبة بالجزائر العاصمة وللعلم أن القصبة بناياتها كلها تعود للعهد العثماني في الجزائر.في 4 من جمادى الآخرة 1382 هـ / 2 من نوفمبر 1962م تم إقامة صلاة الجمعة في جامع كتشاوة بالجزائر، وكان خطيبها العالم الجزائري الشهير البشير الإبراهيمي وكانت هذه هي الجمعة الأولى التي تقام في ذلك المسجد بعد مائة و ثلاثين عام من تحويل الاحتلال الفرنسي هذا المسجد إلى كنيسة.

## ملامح أثرية على جدران كتشاوة تؤكد قوة الانتماء للثقافة الإسلامية
- والمشاهد لجامع كتشاوة ليكتشف تعاقب الآثار على التي رمت عليه من بنائه وإلى يومنا هذا، منها جملة من الكتابات الرائعة التي تمتد بتشكيلها إلى الامتداد الثقافي الإسلامي، والتي تم فصلها في العام 1855 حيث تم نقلها إلى متحف بفرنسا، واستبدلت بنقوش أخرى تعكس الواقع الثقافي الديني الفرنسي.
- ومن جملة الزخارف والنقوش التي كانت مكتوبة آيات قرآنية، التي أبدعته يد الخطاط إبراهيم جاكرهي أثناء إنشاء المسجد في العهد العثماني.

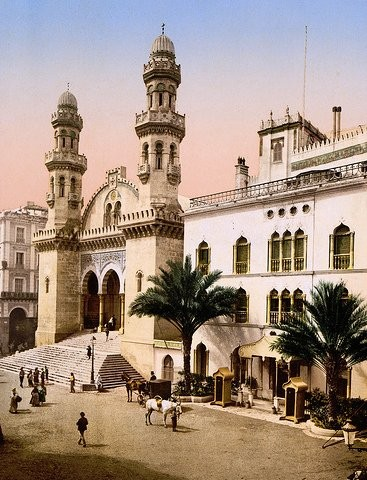
كاتدرائية الجزائر (مسجد كتشاوة بعد تحويله لكنيسة).

الشيخ الطاهر وأمانة تحفيظ كتاب الله على مدار أربعة عقود
- لقد ظل مسجد كتشاوة ولا يزال بمثابة القلعة العلمية التي تمد الناس بما يمكن أن يبصرهم بتعاليم الدين الحنيف، ولقد دأب رواده على قراءة الراتب، وهو حزب من القرآن يقرأ قبيل صلاة الظهر والعصر والمغرب والعشاء، بطريقة جماعية، ناهيك عن تحفيظ القرآن الذي دأب الشيخ الطاهر أمام المسجد الذي لا يزال على قيد الحياة على القيام به لصالح الكبار.
- أما بالنسبة بشهر رمضان فقد دأب القائمون على المسجد على تنظيم ندوات كل جمعة بعد صلاة العصر يحضرها كبار المشايخ والعارفين بالطريق إلى الله من الجزائر، حيث تضطلع بمناقشة ما يتعلق بضرورة معرفته من شؤون الدين، هذا بالإضافة إلى البرنامج السنوي لتحفيظ الصغار القرآن يوميا من العصر حتى إلى صلاة العشاء، وقد أثمر هذا البرنامج على تخرج المئات من حفظة القرآن الكريم، هذا إضافة إلى تعليم النساء وتحفيظهن القرآن بإشراف الشيخ الطاهر الإمام، أو بإشراف مرشدة يزكيها الشيخ الطاهر.
- كما يحظى مسجد كتشاوة، إضافة للجامع الكبير باستقبال العلماء الكبار الوافدين إلى الجزائر من مختلف ربوع العالم الإسلامي، حيث تقام دروس يحضرها الآلاف من المصلين.ورغم مرور الزمن لا يزال هذا المسجد يحافظ على تاريخه ويصارع تقلبات الزمن حيث يتواجد في الواجهة البحرية للعاصمة الجزائرية فالداخل إلى حي القصبة العتيقة يتراءى له من بعيد الجامع الذي يتوسط ساحة الشهداء التي أصبحت اليوم سوقاً تجارياً مفتوحاً على كل المنتوجات المحلية الصنع.

## معرض الصور

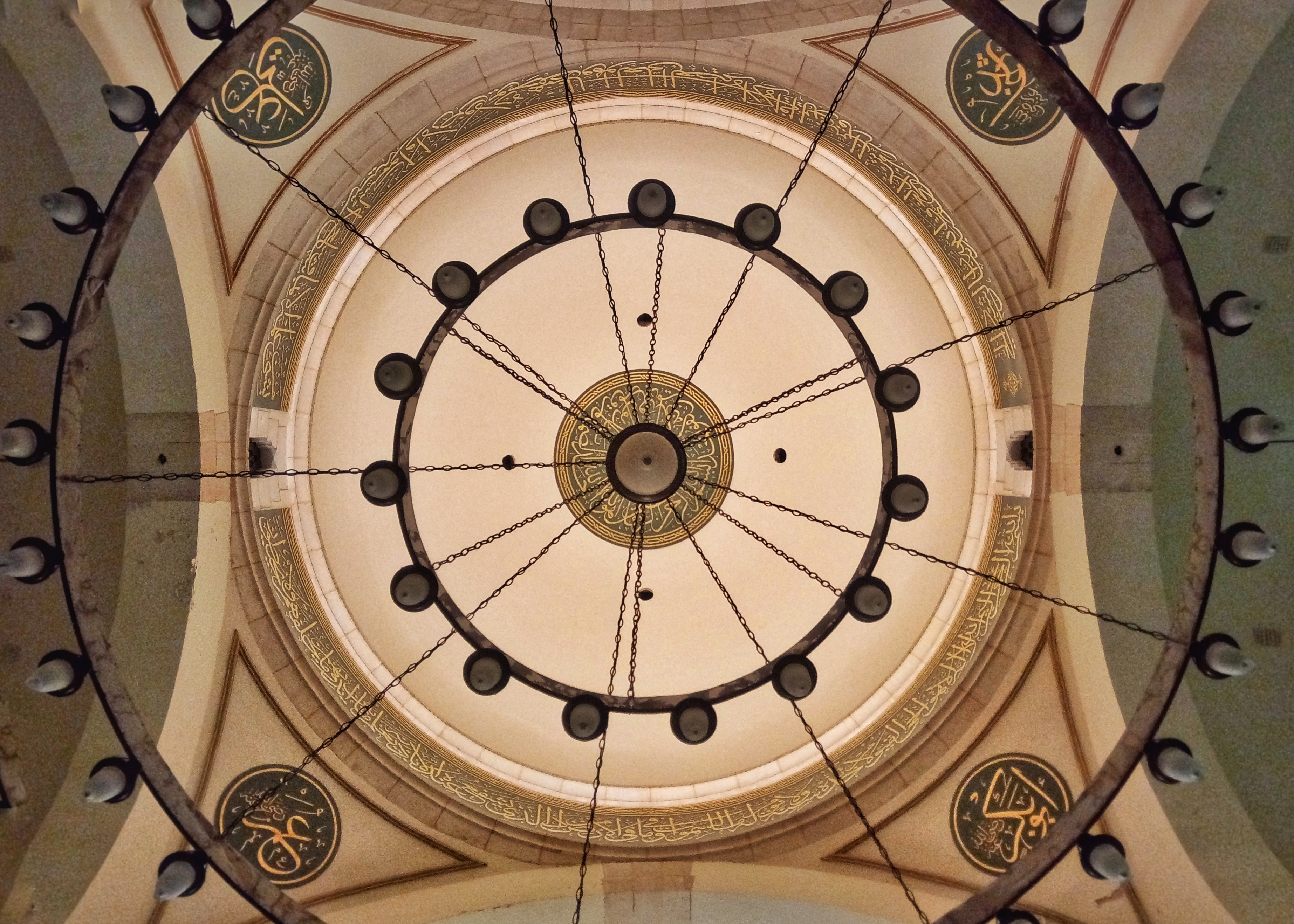
صورة سفلية لقبة جامع كتشاوة
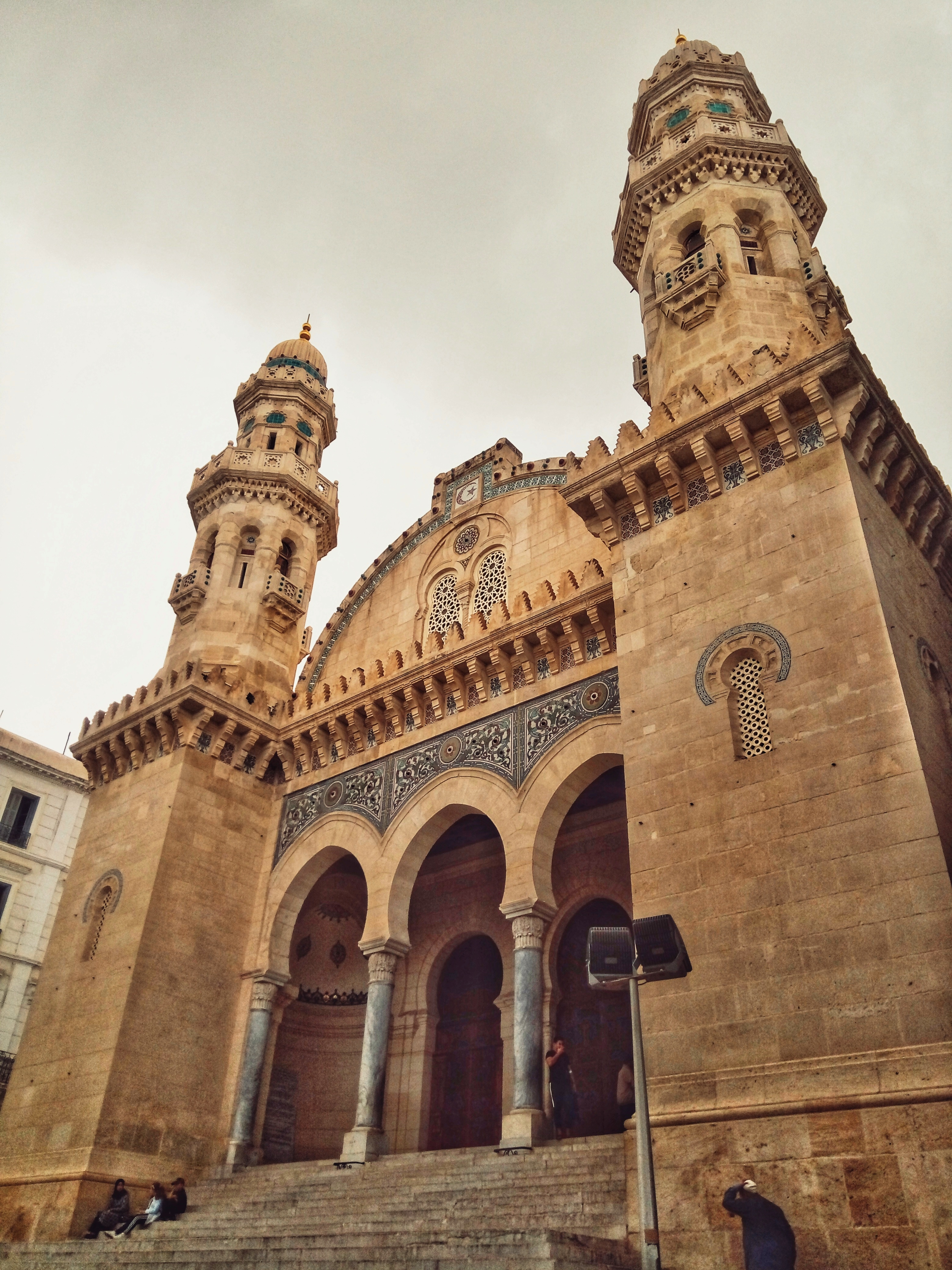
صورة واجهة جامع كتشاوة
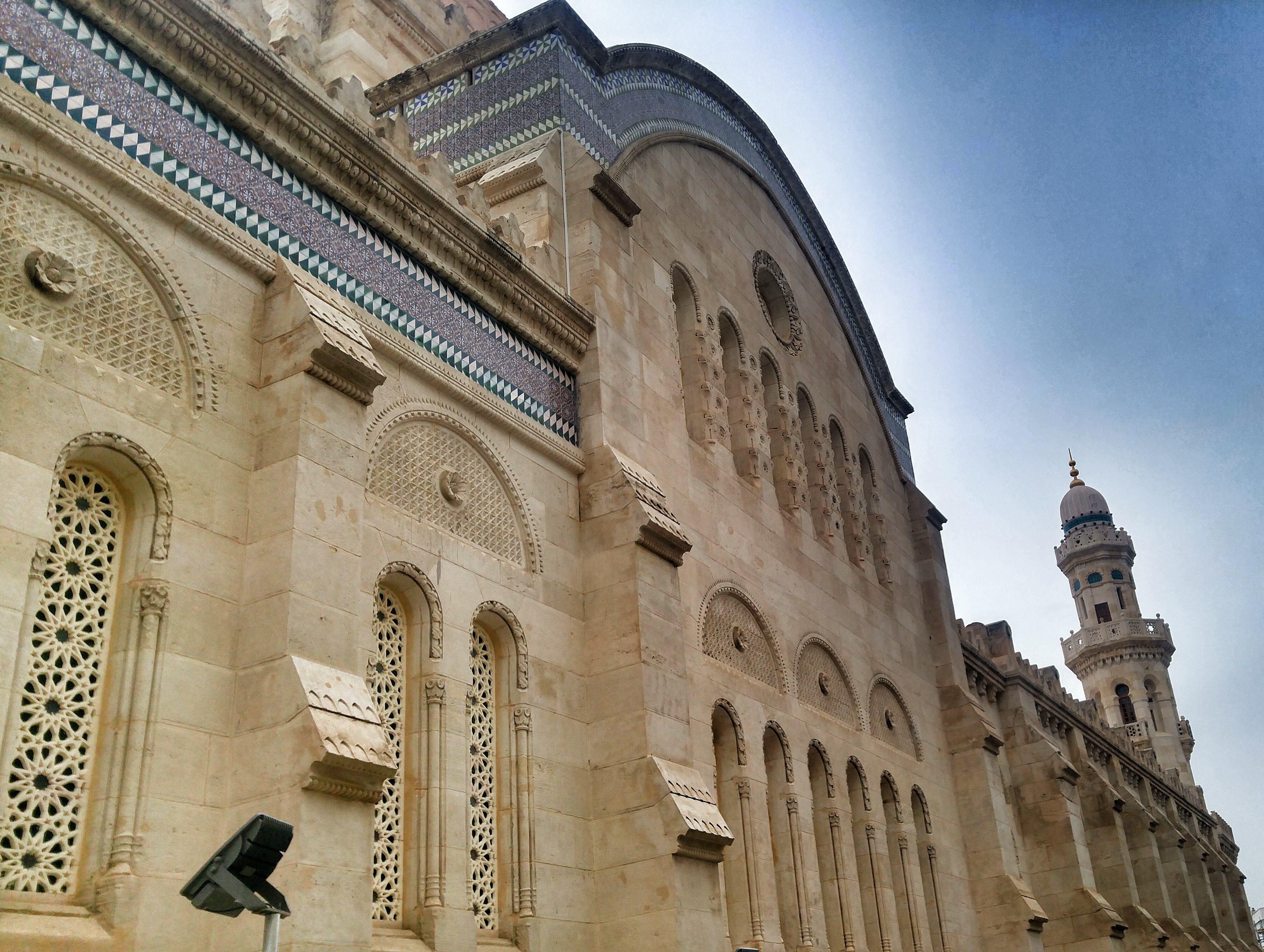
زخرفة الوجه الجانبي لجامع كتشاوة
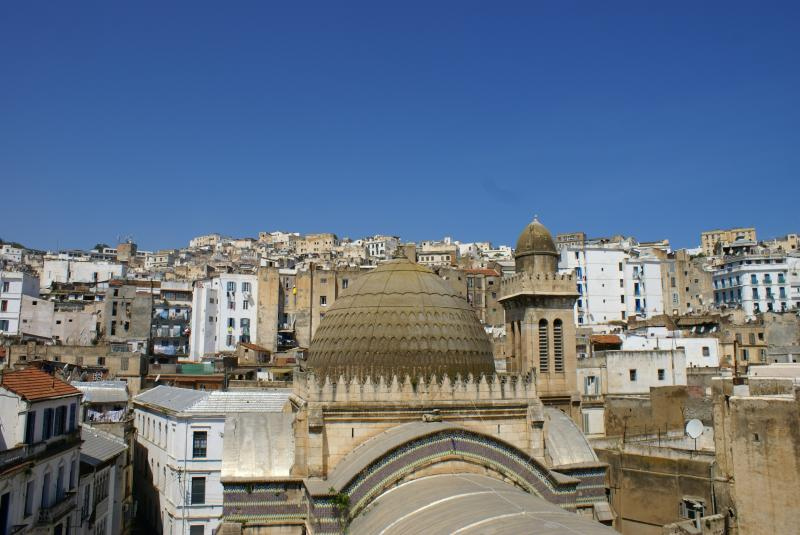
قبة جامع كتشاوة
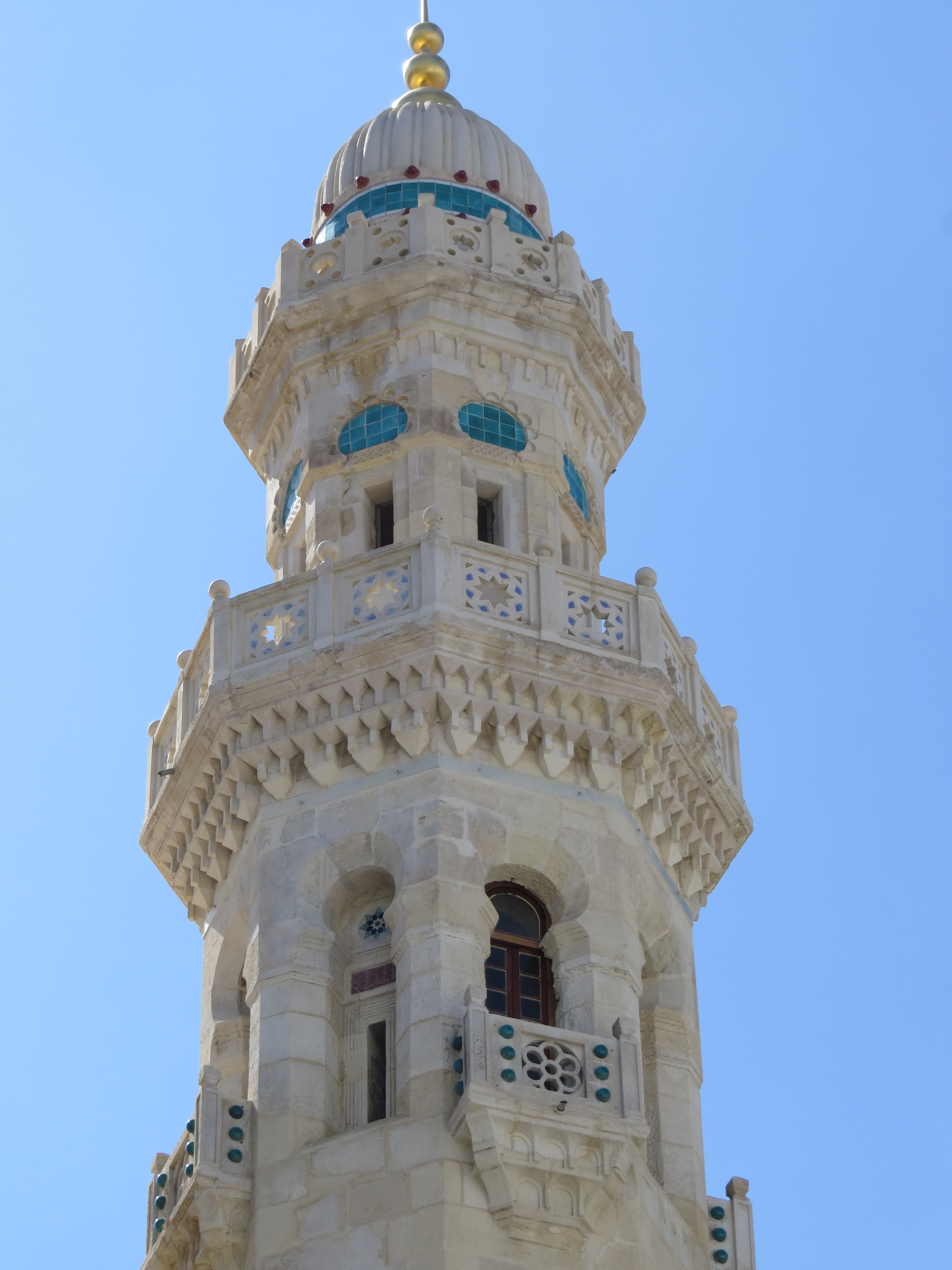
مئذنة المسجد
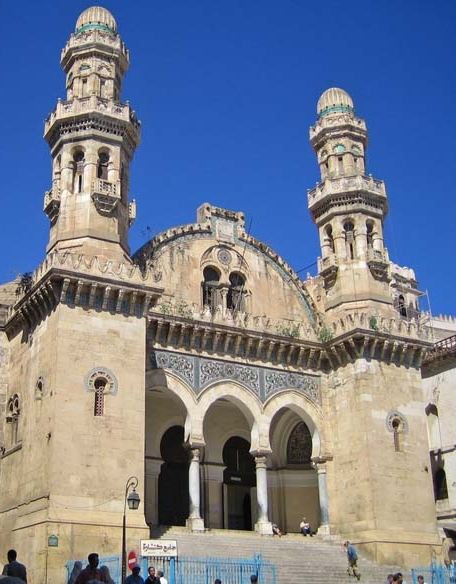
مسجد كتشاوة قبل ترميمه